# Стефан Петков (ботаник)
Вижте пояснителната страница за други личности с името Стефан Петков.
Стефан Павликянов Петков е български ботаник, професор и академик на БАН. Основоположник на ботаническата наука в България.

## Биография
Стефан Петков е роден на 17 юни (5 юни стар стил) 1866 г. в Ловеч. Учи в родния си град, а средно образование завършва в Априловската гимназия (Габрово). Със стипендия на Министерството на народното просвещение следва в Гентския университет (Белгия). Завършва като „Доктор по естествени науки“ със специалност ботаника на 19 октомври 1894 г. През 1894 г. се завръща в България и една година работи като учител.
От 1895 г. работи в Софийския университет „Свети Климент Охридски“: асистент, редовен доцент (1901), извънреден професор (1906). Завеждащ катедра по специална ботаника (1911). Три пъти е избиран за декан на физико-математическия факултет. Ректор на университета 1925 – 1926 г. Над 30 години е уредник на Университетския ботанически институт и градина. Действителен член на Българска академия на науките от 1907 г. и за известен период неин подпредседател.
Научноизследователската му работа е в областта на водорасловата флора, гъбната и мъховата растителност, горската растителност, физиология на растенията и др. Поставя началото на алгологията в българската наука. Автор на над 170 научни труда и публикации, учебници по ботаника, библиография на българската флора (1913) и др. Изследовател на българските планини и черноморското крайбрежие. Неговите лекции по ботаника са издадени в два тома през 1929 г. В чест на професор Петков е наречен открития от него нов растителен род „Petkovia“.
Създател и активен деятел на „Съюза за защита на родната природа“. Успява да убеди общественото мнение и през 1933 г. Народното събрание приема Закон за защита на родната природа. Един от основателита на Българското природо-изпитателно дружество, Българското пещерно дружество, Българското ботаническо дружество и е техен дългогодишен председател. Член на Ловчанското културно-благотворително дружество в гр. София. Активен деец по издаването на поредицата „Ловеч и Ловчанско“.
През 1924 г. дарява 500 лв. за построяване на жп линията Левски – Ловеч, 1934 г. – 1000 лв. за църквата „Св. Богородица“ в Ловеч, 1936 г. – 100 лв. за Ловчанското културно-благотворително дружество, 2000 лв. за читалище „Наука“ и 1000 лв. за постройка на нова част на гимназията в града, а през 1937 г. дарява 20 тома книги на читалищната библиотека.
Награден е с Орден „За независимостта на България“ (1908) и Медал „За наука и изкуство“ (1921).
Почива на 8 февруари 1951 г. в София.